# Sertab Erener
Sertab Erener˙(Istanbul, 4. prosinca 1964.) je turska pop pjevačica. 
Jedna je od najuspješnijih turskih pjevačica. Njezin najveći uspjeh u karijeri je pobjeda na Euroviziji 2003. s pjesmom "Every Way That I Can".

## Karijera
Studirala je glazbu na sveučilištu u Istanbulu prije nego što je započela glazbenu karijeru. 1992. je objavila svoj prvi album Sakin Ol,a nakon toga slijedi 4 albuma na turskom jeziku u sljedećih 10 godina. Nije prošla na Euroviziju 1989. i 1990. godine. 2003. je išla na Euroviziju 2003. s pjesmom Everyway That I Can i pobijedila.Pjesmu Everyway That I Can koju je napisao i komponirao Demir Demirkan. Pjesma je završila na vrhu top ljestvica.
2005. je objavila album Aşk Ölmez, a pjesme u tom albumu su Aşk Ölmez, Biz Ölürüz i Satılık Kalpler Şehri. 22. listopada 2005. je sudjelovala na proslavi 50 godina Eurovizije.
15. ožujka 2007. je objavila najbolje od albuma.U tome je pjevala na Španjolskom, Grčkom i Engleskom jeziku i u duetima s Ruslanom, Joséom Carrerasom, Rickiyem Martinom i grčkim pjevačem Mandom.

## Diskografija

### Albumi
- Sakin Ol! (Calm Down) (1992)
- Lâ'l (Ruby Wind) (1994)
- Sertab Gibi (Like Sertab) (1996)
- Sertab Erener (1999)
- Sertab (2000)
- Turuncu (Orange) (2001)
- Sertab (A best of album for Europe) (2003)
- No Boundaries (2004)
- Aşk Ölmez (Love Doesn't Die, We Do) (2005)
- The Best of Sertab Erener (2007)
- Sertab Goes to the Club (Remix album) (2007)
- Painted on Water (TBA)

### Pjesme
- "Zor Kadın" (Difficult Woman) (1999)
- "Bu Yaz" (This Summer) (EP) (2000)
- "Yeni" (New) (2001)
- "Everyway That I Can" (2003 - Eurovision 2003 Winner)
- "Here I Am" (2003)
- "Leave" (2004)
- "Aşk Ölmez, Biz Ölürüz" (Love Doesn't Die, We Do) (2005)
- "Satılık Kalpler Şehri" (City of Hearts for Sale) (2005)
- "Kim Haklıysa" (Whoever Is Right) (2005)
- "I Remember Now" (2007)
- "Hayat Beklemez" (Life Doesn't Wait) (2008)

## Vanjske poveznice
- Official website
- Official fan club  Arhivirana inačica izvorne stranice od 30. srpnja 2004. (Wayback Machine)
- Paramparça : Sertab Erener  Arhivirana inačica izvorne stranice od 19. studenoga 2006. (Wayback Machine)
- CD shop and more